# Represent (album de Fat Joe)
Represent este albumul de debut al rapperului Fat Joe, în acel timp fiind cunoscut sub numele de „Fat Joe Da Gangsta”. 
Single-ul albumului "Flow Joe" a atins locul 82 în Billboard Hot 100 până la sfârșitul anului 1993. Pe la mijlocul anului 1994, acesta a lansat cel de-al doilea single intitulat "Watch The Sound", urmat apoi de ce de-al treilea si anume "The Shit Is Real", la care i s-a făcut mai târziu și un remix de către DJ Premier și care a fost inclus pe cel de-al doilea album al artistului.
Conține producții făcute de The Beatnuts, Diamond D, Lord Finesse, Showbiz și Chilly Dee. Pe album mai cântă alături de el Grand Puba, Apache, Kool G Rap, Gismo, Kieth Kieth și King Sun. Scratchurile au fost asigurate de Roc Raida și Rob Swift.

## Ordinea pieselor
| #  | Titlu                                  | Producător(i) | Cântăreț(i)                           |
| -- | -------------------------------------- | ------------- | ------------------------------------- |
| 1  | „A Word To Da Wise”                    |               | *Interlude*                           |
| 2  | „Livin' Fat”                           | Lord Finesse  | Fat Joe                               |
| 3  | „My Man Ski”                           |               | *Interlude*                           |
| 4  | „Bad Bad Man”                          | Diamond D     | Fat Joe                               |
| 5  | „Watch The Sound”                      | Diamond D     | Diamond D, Fat Joe, Grand Puba        |
| 6  | „Flow Joe”                             | Diamond D     | Fat Joe                               |
| 7  | „Da Fat Gangsta”                       | Diamond D     | Fat Joe                               |
| 8  | „Shorty Gotta Fat Ass”                 | Diamond D     | Fat Joe                               |
| 9  | „The Shit Is Real”                     | The Beatnuts  | Fat Joe                               |
| 10 | „You Must Be Out Of Your Fuckin' Mind” | Diamond D     | Apache, Fat Joe, Kool G Rap           |
| 11 | „I Got This In A Smash”                | Showbiz       | Fat Joe                               |
| 12 | „Another Wild Nigger From The Bronx”   | Chilly Dee    | Fat Joe, Gismo, Kieth Kieth, King Sun |
| 13 | „Get On Up”                            | Diamond D     | Fat Joe                               |
| 14 | „I'm A Hit That”                       | Showbiz       | Fat Joe                               |

## Single-uri extrase din album
| Titlu              | Lansat             | Fața B                                                                    |
| ------------------ | ------------------ | ------------------------------------------------------------------------- |
| „Flow Joe”         | 22 Iunie, 1993     | „Livin' Fat”                                                              |
| „Watch The Sound”  | 22 Octombrie, 1993 | „Watch The Sound (The Beatnuts Remix)”                                    |
| „The Shit Is Real” | 22 martie, 1994    | „The Shit Is Real (DJ Slip Remix)”, „The Shit Is Real (DJ Premier Remix)” |

## Poziționarea albumului în topuri
| Anul | Album     | Poziția                | Poziția         | Poziția |
| Anul | Album     | Top Albume R&B/Hip Hop | Top Heatseekers |         |
| 1993 | Represent | #46                    | #12             |         |